# لیزابت زیندل
لیزابت زیندل (انگلیسی: Lizabeth Zindel؛ زادهٔ ۳۰ اکتبر ۱۹۷۶) نویسنده، کارگردان، تهیه‌کننده آثار مربوط به گروه سنی نوجوانان است.

## زندگی
لیزابت زیندل، دخنر بانی زیندل و پاول زیندل است. او دانش آموختهٔ دانشگاه وسلین است.